# Psichotoe cingulata
Psichotoe cingulata är en fjärilsart som beskrevs av Sergius G. Kiriakoff 1963. Psichotoe cingulata ingår i släktet Psichotoe och familjen björnspinnare. Inga underarter finns listade.